# G-Force (игра)
G-Force — компьютерная игра в жанре трёхмерного платформера с экшен-элементами, основанная на одноимённом кинофильме «Миссия Дарвина». Игра G-Force была разработана британской компанией Eurocom совместно с компанией Keen Games и выпущенная компанией Disney Interactive Studios в июле 2009 года для PC-совместимых компьютеров, игровых консолей PlayStation 2, PlayStation 3, Xbox 360, Nintendo DS, Wii, PlayStation Portable и для iOS.
Версии G-Force для портативных (мобильных) игровых консолей Sony PSP и Nintendo DS были разработаны компанией Keen Games, тогда как все остальные версии были разработаны Eurocom. На территории Северной Америки игра вышла 21 июля 2009 года. В Европе игра вышла 31 июля, а в Австралии — 17 сентября 2009 года.

## Игровой процесс

Геймплей игры на PlayStation 2

Игра представляет трёхмерный платформер с уклоном в action с элементами головоломок. Версии игры для PlayStation 2, PlayStation 3, Xbox 360 и Wii имеют одинаковые игровые принципы, версии для Nintendo DS, PlayStation Portable и iPhone OS адаптированы под портативную игровую систему, в частности, на Nintendo DS часть головоломок решаются с помощью стилуса. Кроме того, версия игры для PlayStation 3 и Xbox 360 поставляется в комплекте с Анаглиф-очками.

## Сюжет
Сюжет игры почти полностью соответствует сюжету фильма «Миссия Дарвина». Злодей, учёный крот по кличке Спеклс, решает поработить мир, отомстив человечеству за издевательства над его родом, с помощью разработок миллиардера Леонарда Сейбера, владельца корпорации Saberling Technology. Спеклс оживляет различные бытовые приборы, такие как тостер, кофемашина и кулер, превращая их в агрессивных роботов.
Злодею противостоит команда специально подготовленной выдающимся учёных, работающих на правительство США, состоящей морских свинок. В отличие от фильма, где главных героев было пятеро, в игре управление ведётся в основном от лица Дарвина — командира отряда. При решении определённых задач игрок также будет управлять мухой Mooch.
Действие игры начинается с момента, когда по сюжету фильма команда морских свинок сбегает из зоомагазина. Целью каждого этапа игры является достижение определённого места в игровом пространстве, зачистка локаций от роботов и сбор бонусных чипов.
В игре изменена концовка по сравнению с фильмом: Спеклс захватывает огромную спутниковую антенну, после чего вся конструкция превращается в огромного робота — босса игры. После победы над роботом, вся агрессивная техника отключается, а Спеклс оказывается застрявшим в обломках.

## Критика
| Сводный рейтинг    | Сводный рейтинг | Сводный рейтинг | Сводный рейтинг | Сводный рейтинг | Сводный рейтинг | Сводный рейтинг | Сводный рейтинг | Сводный рейтинг |
| Издание            | Оценка          | Оценка          | Оценка          | Оценка          | Оценка          | Оценка          | Оценка          | Оценка          |
| Издание            | DS              | iOS             | PC              | PS2             | PS3             | PSP             | Wii             | Xbox 360        |
| ------------------ | --------------- | --------------- | --------------- | --------------- | --------------- | --------------- | --------------- | --------------- |
| GameRankings       | 73 %            | 70 %            | 67 %            | 68 %            | 70,97 %         | 70 %            | 75 %            | 70,17 %         |
| Metacritic         | 73/100          | N/A             | 61/100          | 59/100          | 68/100          | 53/100          | 69/100          | 68/100          |
| Иноязычные издания |                 |                 |                 |                 |                 |                 |                 |                 |
| Издание            | Оценка          | Оценка          | Оценка          | Оценка          | Оценка          | Оценка          | Оценка          | Оценка          |
| Издание            | DS              | iOS             | PC              | PS2             | PS3             | PSP             | Wii             | Xbox 360        |
| Game Informer      | N/A             | N/A             | N/A             | N/A             | 7,75/10         | N/A             | N/A             | 7,75/10         |
| GameRevolution     | N/A             | N/A             | C               | N/A             | C               | N/A             | N/A             | C               |
| GamesMaster        | N/A             | N/A             | N/A             | N/A             | N/A             | N/A             | N/A             | 77 %            |
| GameSpot           | N/A             | N/A             | N/A             | N/A             | 7,5/10          | 6,5/10          | 7,5/10          | 7,5/10          |
| GameTrailers       | N/A             | N/A             | N/A             | N/A             | N/A             | N/A             | N/A             | 7/10            |
| GameZone           | N/A             | N/A             | N/A             | N/A             | 7/10            | N/A             | N/A             | 7,3/10          |
| IGN                | 7/10            | 7,5/10          | N/A             | 7,3/10          | 7,3/10          | 7,4/10          | 7,3/10          | 7,3/10          |
| OXM                | N/A             | N/A             | N/A             | N/A             | N/A             | N/A             | N/A             | 6/10            |
| TeamXbox           | N/A             | N/A             | N/A             | N/A             | N/A             | N/A             | N/A             | 7,4/10          |
| Common Sense Media | N/A             | N/A             | N/A             | N/A             | N/A             | N/A             | 4/5             | N/A             |

Игра получила преимущественно положительные отзывы.
Информационный игровой сайт IT Reviews назвал G-Force неплохой семейной игрой, отметив однако некоторую линейность и однообразность геймплея. Веб-сайт о консольных и компьютерных играх GameSpot поставил игре 7,5 баллов из 10, назвав игру достойным приложением к фильму. Австралийский сайт PAL Gaming Network оценил игру в 6 баллов из 10, назвав её в итоговой рецензии неплохим развлечением для детей.